# チェレムシャニ
チェレムシャニ（Черемшаны）はロシア連邦沿海地方ダリネゴルスク地区にある町（村落）。2010年国勢調査による人口は73人。清朝時代の名称は西南岔であった。